# Punta Negra
Punta Negra ist eine Ortschaft in Uruguay.

## Geographie
Sie befindet sich auf dem Gebiet des Departamento Maldonado in dessen Sektor 3. Punta Negra liegt an der Küste des Río de la Plata östlich von Punta Colorada und einige Kilometer westlich von Sauce de Portezuelo. Wenige Kilometer nördlich entspringt der Arroyo de la Barra Falsa.

## Einwohner
Punta Negra hatte 2011 178 Einwohner, davon 97 männliche und 81 weibliche.
| Jahr | Einwohner |
| ---- | --------- |
| 1963 | 69        |
| 1975 | 29        |
| 1985 | 11        |
| 1996 | 42        |
| 2004 | 50        |
| 2011 | 178       |

Quelle: Instituto Nacional de Estadística de Uruguay